# Крестовая Губа
Крестовая Губа (ранее Ольгинский, Советский) — покинутое поселение в заливе Крестовая Губа, на острове Северный архипелага Новая Земля.
В 1910 г. основан посёлок Ольгинский в Крестовой Губе для крестьян-переселенцев из Шенкурского уезда Архангельской области. По переписи населения Новой Земли в 1910 году в становище Малые Кармакулы проживало 33 человека (8 мужчин, 11 женщин и 14 детей), в становище Белушья Губа 31 человек (соответственно 10, 11 и 10) и в становище Крестовая Губа 16 (6, 6, 4). Итого постоянных жителей в 1910 г. было 108 человек, из них 80 — ненцы. Правительство не только обеспечивало два бесплатных рейса на архипелаг, но и освободило от воинской повинности постоянных жителей Новой Земли. Каждому поселенцу выдавалась безвозвратная субсидия. До 1910 года существовали только три колонии самоедов на южном острове — в Маточкином Шаре, в Малых Кармакулах и в Белушьей Губе. (На северном острове имелись только остатки старых русских промысловых изб.)
21 июля — 4 октября 1910 года к Новой Земле во главе гидрографической экспедиции отправился Г. Я. Седов. Он подробно картографировал и гидрографировал Крестовую губу, на берегу которой недавно был заложен Ольгинский посёлок.
Два раза в год пароходами товарищества Архангельско-Мурманского пароходства сюда завозились припасы и вывозилась в Архангельск промысловая добыча. В маршрут пароходов был включен теперь и посёлок Крестовая Губа.
В 1920-е годы советская власть пришла и на Новую Землю. Уполномоченным по Белушьей Губе стал Попов, а в Малых Кармакулах — Дмитриев. С каждым — по два милиционера. В небольшие по численности становища Маточкин Шар и Ольгинское (Крестовая Губа) были присланы только временные агенты на летне-осенний период. Уполномоченные должны были наладить снабжение местных жителей продовольствием, организовать прием и отправку в Архангельск продуктов промысла и проводить среди населения политическую работу. Милиционеры должны были прекратить промысел норвежцев у берегов Новой Земли и их торговый обмен с местным населением. Первые уполномоченные советской власти не смогли выдержать суровых условий жизни на архипелаге и вскоре умерли. Постановлением президиума губисполкома от 24 апреля 1923 пос. Ольгинский в архипелаге Новая Земля переименован в Советский. Новоземельские промысловики поставляли на материк шкуры белых медведей и песцов, морских зверей, клыки моржей, шерсть и пыжик оленей, мясо оленей, мясо и яйца птиц, гагачий пух, промысловую рыбу — голец арктический, треска, омуль.
В посёлке Крестовая Губа были размещены фактория и медпункт, жило 15 человек, радиостанции не было. Промышленные пункты заселены по побережью протяжённостью 120 километров: Мелкая, Фодькино, Южная Сульменева, Северная Сульменева, мыс Голоменной. В летнее время на берегах становища работает геологоразведочная экспедиция численностью до 60 человек. Экспедиция обеспечена радиостанцией, способной поддерживать связь с Ленинградом, становищем Шумилиха (ныне- поселок Северный) , другими экспедициями и партиями Новой Земли.
К моменту выселения коренного населения с архипелага, в Крестовой Губе проживало 27 человек (14 взрослых и 13 детей). Перед выселением с Новой Земли всех собак у всех местных жителей архипелага военные забрали и свезли в одно место — в факторию Крестовая Губа, откуда предварительно было эвакуировано население в посёлок Лагерный. В Крестовой Губе собак расстреляли и бросили в море. Было уничтожено более 100 охотничьих собак.